# Sparekassen Faaborg
Sparekassen Faaborg, grundlagt 1846, er et regionalt pengeinstitut med 25 afdelinger på Fyn. Banken beskæftiger 200 medarbejdere og havde et resultat før skat på 307 mio. kr. i 2006.

## Historie
Sparekassen Faaborgs historie går tilbage til den faaborgensiske købmand August Schrøder, der tog iniativ til en lokal forankret sparekasse. Det blev en realitet 8. oktober 1846, hvor Faaborg Spare- og Laanekasse blev stiftet. Banken åbnede for kunderne den 26. oktober i lejede lokaler i byens rådhus. Allerede i 1851 blev den aktiekaptial, som de stiftende 24 borgere havde skudt i sparekassen betales tilbage. I 1857 flyttede sparekassen i egne lokaler på Torvet i Faaborg. Sparekassens fremgang fortsatte de kommende år, og i 1862 begyndte sparekassen at uddele gaver, der bl.a. gik til en håndværks- og industriudstilling. Lige siden har sparekassen engageret sig som sponsor for områdets sports- og foreningsliv. Fremgangen afstedkom pladsmangel, og i 1921 stod en udvidelse færdig. Den holdt til 1941, hvor sparekassen indviede sit nyt hovedsæde – også på Torvet. De første filialer åbnede samme år i Brobyværk og Korinth. I 1944 kom flere afdelinger til. Studielegatet af 1946 så dagens lys efter 2. verdenskrig. Legatets grundkapital på 40.000 kr. er siden blevet øget flere gange. 
I 1959 intensiveredes konkurrencen mellem pengeinstitutterne på Fyn, og der åbnedes flere filialer, ligesom Sparekassen Faaborg lancerede Sparebussen – en rullende sparekasse, der servicerede 11 byer. I 1976 introducerede sparekassen i lighed med landets øvrige sparekasser indskyderdemokrati i form af at lade kunderne vælge et repræsentantskab, der for fire år fungerede som sparekassens øverste ledelse. Navnet blev ændret til Sparekassen Faaborg i 1977. Der åbnedes endnu en afdeling i Odense i 1987 og fusionerede med Haandværkersparekassen i Assens i 1988. Ejendomsmægling blev en del af sparekassens område i 1989 med etableringen af ejendomsmæglerkæden Spar Fyn, det senere Bolig Fyn. Sparekassen valgt i 1990 som følge af en lovændring at omdanne sig til et aktieselskab. I 1992 overtages en del af kundeengagementerne i Varde Banks afdeling i Odense. Frem mod år 2000 fortsætter ekspansionen, bl.a. med en filial i Ringe. Den første reduktion i personalet blev gennemført i 2002 som følge af for høje omkostninger. I 2006 åbnedes den 20. filial i Bolbro, og banken præsenterede et nyt logo. Samme år slog resultatet rekord med 307 mio. kr. 
I 2010 overtog sparekassen glasværksbygning på Holmegaard Glasværk efter at den havde været på tvangsauktion.